# Франчек Горазд Тиршек
Франчек Горазд Тиршек (8. март 1975) словеначки је спортски стрелац који је освојио три сребрне медаље и једну бронзану на Параолимпијским играма.

## Каријера
Тиршек је постао тетраплегичар у саобраћајној несрећи 2003. године. Пре несреће се такмичио у гађању ловачком пушком. Са 32 године почео је да се бави пара-стрељањем. У овом спорту Тиршек се такмичи у категорији СХ2 у следећим дисциплинама: Р4 мешовита ваздушна пушка 10 метара стојећи СХ2, Р5 мешовита пушка 10 метара лежећи СХ2 и Р9 мешовита пушка 50 метара лежећи СХ2. Тиршек користи леву руку за гађање.
На Летњим параолимпијским играма Тиршек је три пута представљао Словенију, на Летњим параолимпијским играма 2012. у Лондону, на Летњим параолимпијским играма 2016. у Рио де Жанеиру и на Летњим параолимпијским играма 2020. у Токију. Сваки пут је освојио сребрну медаљу у дисциплини Р4. Поред тога, завршио је 7. у Р5 2016. Био је и носилац заставе Словеније на церемонији отварања у Рију 2016. Медаља коју је Тиршек освојио у Токију била је 50. медаља за Словенију на Параолимпијским играма, узимајући у обзир медаље које су спортисти освојили док је Словенија била у саставу Југославије. Тренира га Полонца Сладич, која је тренирала парастрелце на неколико параолимпијских игара, а тренирала је и Живу Дворшак на Летњим олимпијским играма 2020. После такмичења Р4, Сладич је изјавио да је Тиршек замало закаснио за 11. ударац, али је успео да шутира на време. Тиршек је навео да је могао да циља на злато да је имао више шутева на располагању. Касније у Токију, Тиршек је освојио бронзану медаљу у дисциплини Р5.

## Награде и признања
За своја достигнућа у параспорту, Тиршек је добио више награда и признања. Проглашен је за спортисту године од стране Параолимпијског спортског савеза Словеније и Параолимпијског комитета Словеније 2012, 2014, 2015. и 2016. године. Проглашен је и за пара спортисту године 2013. и 2014.